# Itó Hiroki (labdarúgó, 1999)
Itó Hiroki (伊藤 洋輝) (Hamamacu, 1999. május 12. –) japán válogatott labdarúgó, a Bayern München játékosa.

## Klub
A labdarúgást a Júbilo Ivata csapatában kezdte. Később játszott még a Nagoja Grampus csapatában. 2021-ben a VfB Stuttgart csapatához szerződött kölcsönbe, majd 2022 nyarán végleg. 2024. június 13-án a Bayern München négy évre szerződtette.

## Nemzeti válogatott
A japán U20-as válogatott tagjaként részt vett a 2019-es U20-as labdarúgó-világbajnokságon.